# Simo variegatus
Simo variegatus är en skalbaggsart som först beskrevs av Karl Henrik Boheman 1843.  Simo variegatus ingår i släktet Simo, och familjen vivlar. Arten har ej påträffats i Sverige.